# Charles Waldstein
Charles Waldstein, in Inghilterra assunse il nome di Charles Walston; scrisse alcune opere con lo pseudonimo di Gordon Seymour (New York, 30 marzo 1856 – Napoli, 21 marzo 1927), è stato un archeologo e tiratore a segno statunitense.

## Biografia
Waldstein nacque da una famiglia ebrea di origine austriaca  a New York, il 30 Marzo 1856, terzo figlio di Henry Waldstein, un commerciante, e di Sophie Srisheim.
Frequentò la Columbia University  fino al 1873 e l’università di Heidelberg (PhD, 1875). Nel 1880 divenne docente universitario di archeologia classica all'Università di Cambridge e nel 1883 lettore universitario. Dal 1883 al 1889 fu direttore del Fitzwilliam Museum. Nel 1889 fu chiamato ad Atene come direttore della American School of Classical Studies, incarico che mantenne fino al 1893, quando divenne professore presso la stessa istituzione. Nel 1894 fu nominato membro del King's College. Nel 1895 tornò in Inghilterra come Slade Professor of Fine Art a Cambridge e mantenne questa cattedra fino al 1901.
Mentre era ad Atene diresse gli scavi dell'Archaeological Institute of America con scoperte archeologiche in vari siti: presso Platea, a Eretria (dove credeva di aver scoperto la tomba di Aristotele), presso l'Heraion di Argo, e in altri luoghi. In seguito fondò un comitato internazionale per promuovere gli scavi archeologici di Ercolano.
Partecipò al tiro a segno ai giochi delle prime Olimpiadi moderne che si svolsero ad Atene. Gareggiò nella carabina militare, senza ottenere alcun risultato di rilievo.